# نذير العرباوي
محمد النذير العرباوي محامي سابق ودبلوماسي جزائري ولاعب دولي سابق في المنتخب الجزائري لكرة اليد. شغل منصب مدير ديوان الرئيس تبون منذ مارس 2023 وحتى تعيينه في 11 نوفمبر 2023 في منصب وزير الأول الحكومة الجزائرية خلفا لأيمن بن عبد الرحمن الذي أقيل من منصبه.
شغل سابقا منصب سفير الجزائر بعدة دول، آخرها بالقاهرة وممثل الجزائر لدى الجامعة العربية. عُيّن في سبتمبر 2021 سفيراً وممثلاً دائماً للجزائر لدى الأمم المتحدة في نيويورك. كتب عدة مقالات في الصحافة الوطنية والعربية حول القضايا الاستراتيجية الإقليمية والدولية.

## حياته

### مسيرته الدبلوماسية
بدأ نذير العرباوي مسيرته المهنية كمحام مسجل في نقابة المحامين الجزائرية قبل التحاقه بوزارة الخارجية الجزائرية كدبلوماسي.
خلال مساره الديبلوماسي الطويل، تقلد العرباوي عدة مناصب منها سفير لدى باكستان، ومدير عام للشؤون القانونية والقنصلية، ومدير للمغرب العربي، ومدير للعلاقات الاقتصادية الدولية بوزارة الخارجية، وممثلًا للجزائر في الأمانة العامة لاتحاد المغرب العربي الكائن مقرها بالرباط بالمغرب وعضو مجلس إدارة المركز المغاربي للدراسات والبحوث ثم سفير الجزائر بالقاهرة.
تم استدعاؤه في أكتوبر 2019 من منصبه كسفير في القاهرة وممثل دائم للجزائر لدى جامعة الدول العربية، وتعيينه مستشارًا لوزير الخارجية رمطان لعمامرة، قبل أن يُعيّن في سبتمبر 2021 سفيراً وممثلاً دائماً للجزائر لدى منظمة الأمم المتحدة بنيويورك حتى أبريل 2023 حيث خلفه عمار بن جامع.
شغل منصب سفير الجزائر في القاهرة ومندوب دائم للجزائر لدى جامعة الدول العربية، نجح في الحصول على دعم الدول العربية لترشيح الجزائر كعضو غير دائم في مجلس الأمن التابع للأمم المتحدة في الفترة 2024-2025.
في 30 يوليو 2002 باشر إيداع الوثائق القانونية للتصديق على اتفاقية ترسيم الحدود البرية بين الجزائر والمغرب لدى الأمانة العامة للأمم المتحدة. وكان أيضا رئيس المفاوضين الجزائريين لوضع اللمسات الأخيرة على اتفاقية ترسيم الحدود البحرية مع تونس الموقعة في الجزائر العاصمة في 11 يوليو 2011.
كما ترأس بصفته المدير العام للشؤون القانونية والقنصلية،اللجنة الوطنية المسؤولة عن إعادة الأجانب الذين فروا من ليبيا ودخلوا الجزائر، في اليوم التالي لسقوط العقيد معمر القذافي. وترأس ممثلا للجزائر اجتماعات متعددة لمجالس جامعة الدول العربية وكان عضواً في اللجنة العربية لإصلاح الجامعة.

### مسيرته الرياضية
تدرج في العديد من الرتب قبل أن يصبح لاعبا دوليا للمنتخب الوطني الجزائري لكرة اليد. شارك بشكل خاص في كأس العالم والألعاب الأولمبية، مما مكنه من تسيير المشجعين الجزائريين الذين توافدوا إلى القاهرة لدعم المنتخب الوطني الجزائري خلال بطولة كأس الأمم الأفريقية التي نظمت في القاهرة في الفترة من 21 يونيو إلى 19 يوليو 2019.
كما بادر العرباوي بإقناع السلطات المصرية لإعفاء ثلاثين ألف مشجع جزائري من تأشيرة الدخول إلى مصر  خلال نهائي كأس إفريقيا للأمم 2019.  مبادرة جديرة بالثناء أكسبته تكريم الصحفيين الرياضيين الجزائريين.
بعد الحلقة الرياضية لأم درمان في السودان التي أضرت بالعلاقات الجزائرية-المصرية، عمل العرباوي دبلوماسياً لإعادة العلاقات بين البلدين إلى نصابها في وقت قياسي.

## الأوسمة الفخرية
منحه الرئيس الفلسطيني عام 2019 وسام نجمة القدس تقديرًا "لدوره وجهوده في دعم الشعب الفلسطيني وقضيته العادلة والمشروعة".

## حياته الخاصة
من مواليد تبسة، والده هو مجاهد سابق في جيش التحرير الوطني، وهو متزوج وأب لابنتين.